# Kalendarium historii Szczecinka
Kalendarium historii miasta Szczecinka:
- 1310 – założenie Szczecinka przez księcia Warcisława IV. 1310 to tradycyjnie przyjęta data lokowania miasta. Badania wskazały, że miasto mogło być założone już w 1306 roku.
- 1356 – fundacja klasztoru Marientron na Świątkach koło Szczecinka przez księcia Bogusława V i jego młodszych braci Barnima IV, oraz Warcisława V.
- ok. 1360 – epidemia czarnej śmierci na Pomorzu Zachodnim.
- 1361(?) – śmierć księżnej Elżbiety, żony Bogusława V w klasztorze na Świątkach(?).
- 1364 – w klasztorze na Świątkach umiera i tam też prawdopodobnie została pochowana, księżna Zofia, żona Barnima IV.

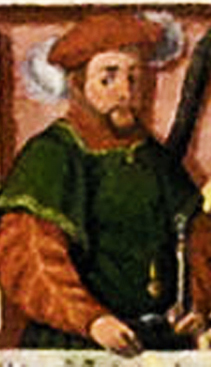
Warcisław V – jedyny historyczny książę szczecinecki

- 1367–1390 – Warcisław V księciem utworzonego niewielkiego księstwa szczecineckiego (ur. 1326, zm. ok. 1 listopada 1390).
- 1368 – przyłączenie Drahimia do Polski i zmiana dróg handlowych z Pomorza do Polski.
- 1388 – porwanie w okolicach Szczecinka księcia Geldrii
- 1409 – zjazd na zamku w Szczecinku z udziałem wielkiego mistrza zakonu krzyżackiego Ulricha von Jungingena oraz książąt: Świętobora i Bogusława VIII.

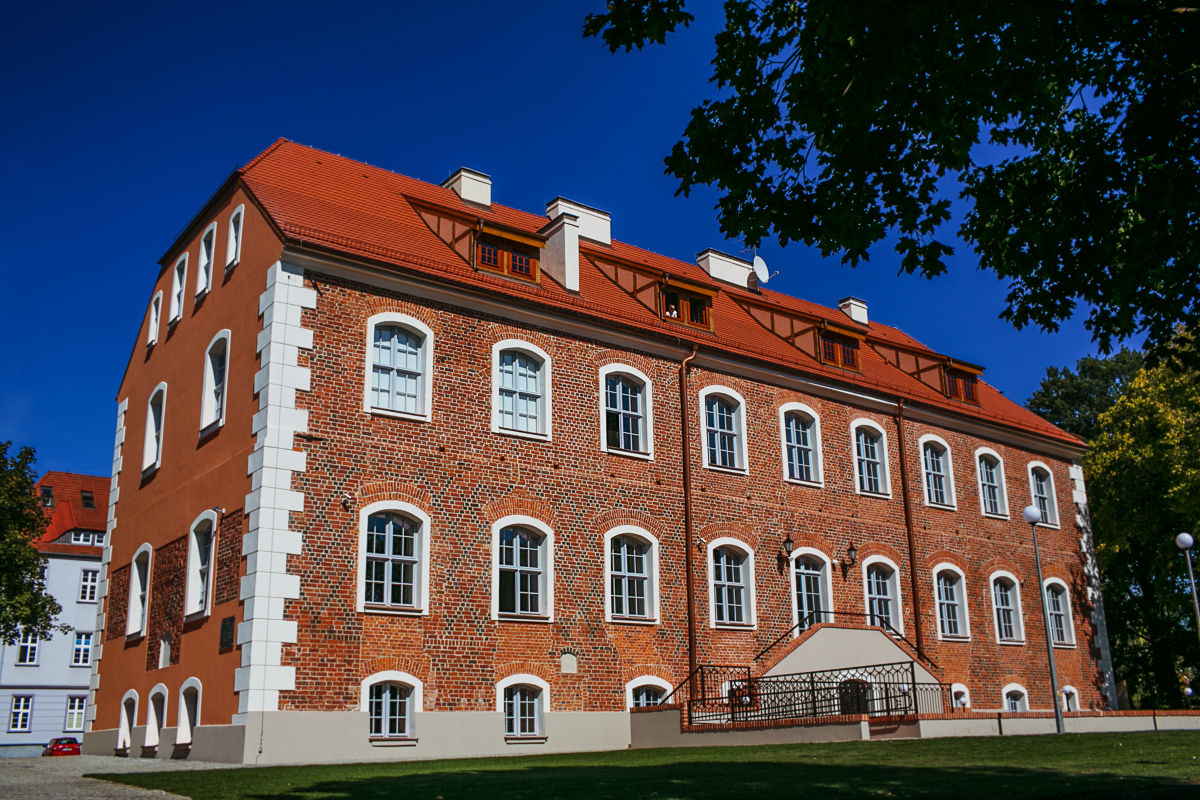
Zamek Książąt Pomorskich, sięgający XIV w., później przebudowywany

- 1423 – kolejny zjazd w Szczecinku z udziałem m.in. Eryka I króla Danii, Szwecji i Norwegii, wielkiego mistrza krzyżackiego Paula Bellitzera von Russdorf oraz książąt zachodniopomorskich: Ottona II, Kazimierza V, Warcisława IX, Barnima VII i Bogusława IX.
- 1433 – groźba zdobycia miasta przez czeskich husytów, Szczecinek ratuje sojusz Bogusława IX z Polską,
- 1457(?) – na zamku zatrzymał się wielki mistrz zakonu krzyżackiego Ludwik von Erlichshausen.
- 1461 – miasto splądrowali Tatarzy polsko-litewscy
- 1470 – Brandenburczycy złupili klasztor Marientron.
- XV/XVI w. – nasilenie się rozbojów szlachty pogranicznej.
- 1534 – sejm pomorski w Trzebiatowie, zwycięstwo luteranizmu na Pomorzu Zachodnim.
- 1536 – początek tzw. 150-letniej wojny granicznej z Polską.
- 1537, 1540, 1547 – pożary które strawiły dużą część miasta.
- 1563 – miasto złupiły najemne oddziały księcia Eryka Brunszwickiego.
- 1570 – pierwsza informacja o szkole przy kościele św. Mikołaja.
- 1573 – w mieście pojawia się pierwszy lekarz.
- 1581–1592 – nasilenie się walki z czarownicami, w tym okresie w mieście spalono 27 osób.
- 1583 – kolejny pożar miasta.
- 1601 – do miasta przybywa z Torunia z grupą uczniów Butelius, profesor tamtejszego gimnazjum.
- 1602 – w mieście wybucha epidemia.
- 1606 – szczecinecki zamek stał się wdowim apanażem żon książąt zachodniopomorskich,
- 1606–1616 – na zamku zamieszkała księżna Anna, wdowa po Bogusławie XIII.
- 1612 – w czasie wykonywania pomiarów do swej mapy na zamku zamieszkał Eilhardus Lubinus.
- 1613 – tzw. polski najazd na Szczecinek, tumult w wyniku którego zginął Pomorzanin.
- 1614 – miasto złupili konfederaci polscy wracający z wyprawy na Moskwę.

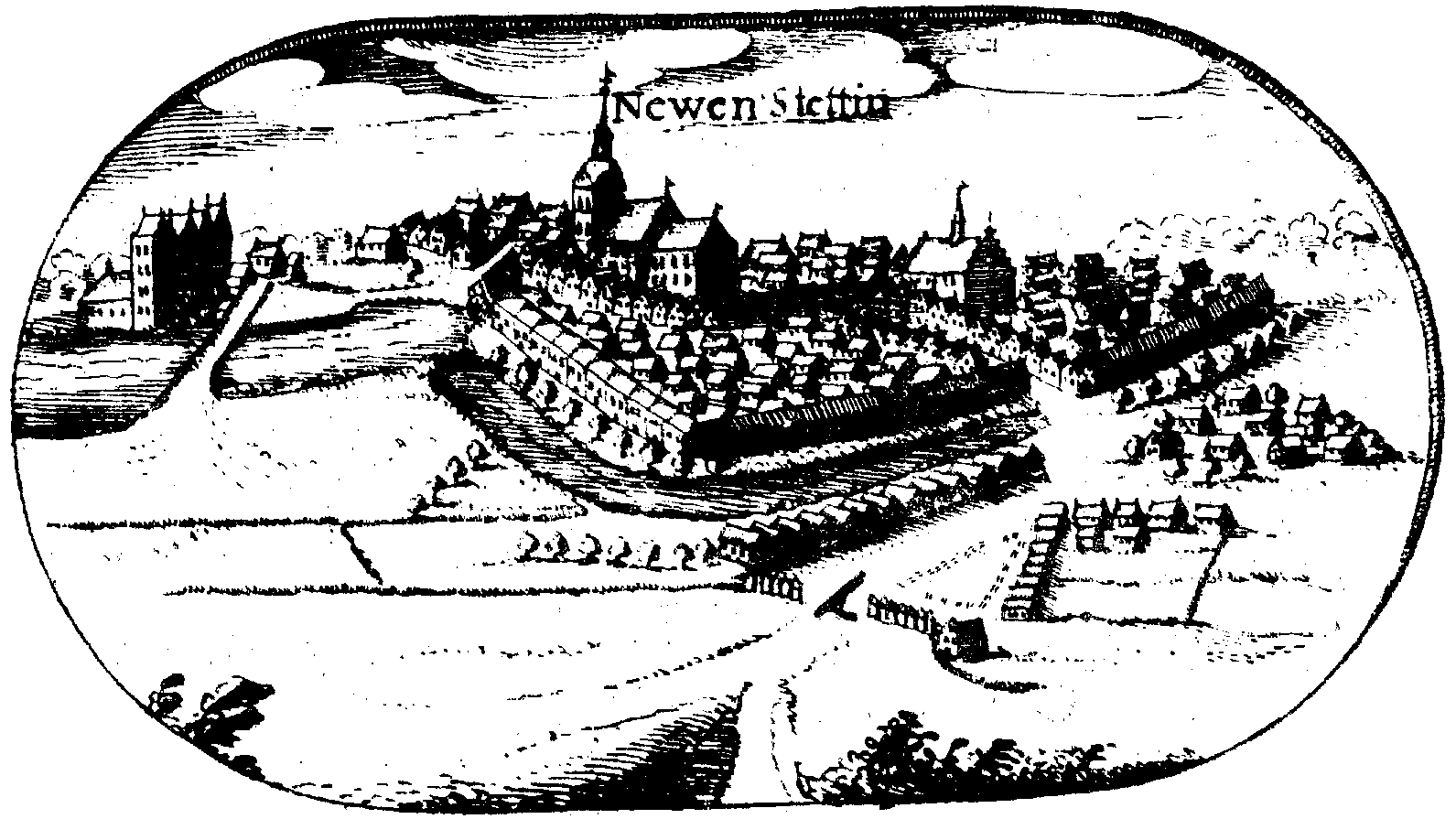
Rycina miasta z mapy księstwa pomorskiego z 1618

- 1618–1648 – wojna trzydziestoletnia.
- 1623 – na zamku zamieszkała księżna Jadwiga wdowa po księciu Ulryku.
- 1627 – miasto opanowują Szwedzi.
- 1627 – groźba walk o miasto po zwycięstwie Stanisława Koniecpolskiego nad Szwedami pod Czarnem.
- 1628 – Szczecinek zajmują cesarskie wojska Wallensteina.
- 1629 – w mieście dokonano przeglądu cesarskich wojsk generała Arnheima.
- 1630 – w mieście wybuchła zaraza, której ofiarą pada ok. 500 osób.
- 1631–1632 – Szczecinek został ponownie zajęty przez wojska szwedzkie.
- 1636 – wybuchła kolejna zaraza, na którą umarło w mieście ok. 300 mieszkańców.
- 1637 – zmarł ostatni Gryfita, książę Bogusław XIV.
- 1640 – księżna Jadwiga ufundowała gimnazjum.
- 1642 – najemnicy w służbie cesarskiej pod dowództwem Pigłowskiego i Turno, szlachty wałeckiej splądrowali miasto.
- 1643 – Szczecinek zajął oddział innego najemnika, Krokowskiego, który został wyparty przez Szwedów.
- 1648 – pokój westfalski zakończył niszczycielską wojnę trzydziestoletnią.
- 1653 – w wyniku tzw. szczecińskiego recesu granicznego, ogołocone przez Szwedów miasto zajęli Brandenburczycy.
- 1653–1657 – kolejna zaraza w mieście.
- 1669 – Szczecinek złupiły oddziały polskie.
- 1682 – pożar miasta.
- 1696 – kolejny pożar miasta, w wyniku czego Szczecinek zostaje zwolniony od podatków.
- 1707(?) – na zamku miał mieszkać przez dłuższy czas Karol Radziwiłł.
- 1710 – kolejny pożar miasta.
- 1711 – wydano zakaz budowania w mieście drewnianych domów.
- 1721 – Szczecinek stał się miastem garnizonowym.
- 1724 – nowy podział Pomorza Zachodniego na powiaty, utworzenie powiatu szczecineckiego.
- 1759–1760 – w czasie wojny siedmioletniej, miasto splądrowały wojska rosyjskie.
- 1772 – I rozbiór Polski, ożywienie kontaktów handlowych z Gdańskiem.
- 1780–1784 – obniżono poziom wód w jeziorach Trzesiecko i Wielimie.
- luty 1807 – miasto zajął patrol konny gen. Łubieńskiego.
- 12 grudnia 1809 – w drodze z Królewca do Berlina w Szczecinku nocował król Fryderyk Wilhelm III z królową Luizą.
- 1813 – w mieście stacjonował sztab gen. G.L. Blüchera.
- 1815 – nowy podział administracyjny Prus na prowincje, rejencje i powiaty.
- 1824–1832 – rozkwit gimnazjum za rektoratu J.S. Kaulfussa.
- 1835 – pożar miasta.
- 1845 – w Szczecinku wychodzi pierwsza gazeta lokalna Norddeutsche Zeitung.
- 1850 – w mieście zainstalowano pierwszych 20 latarni gazowych.

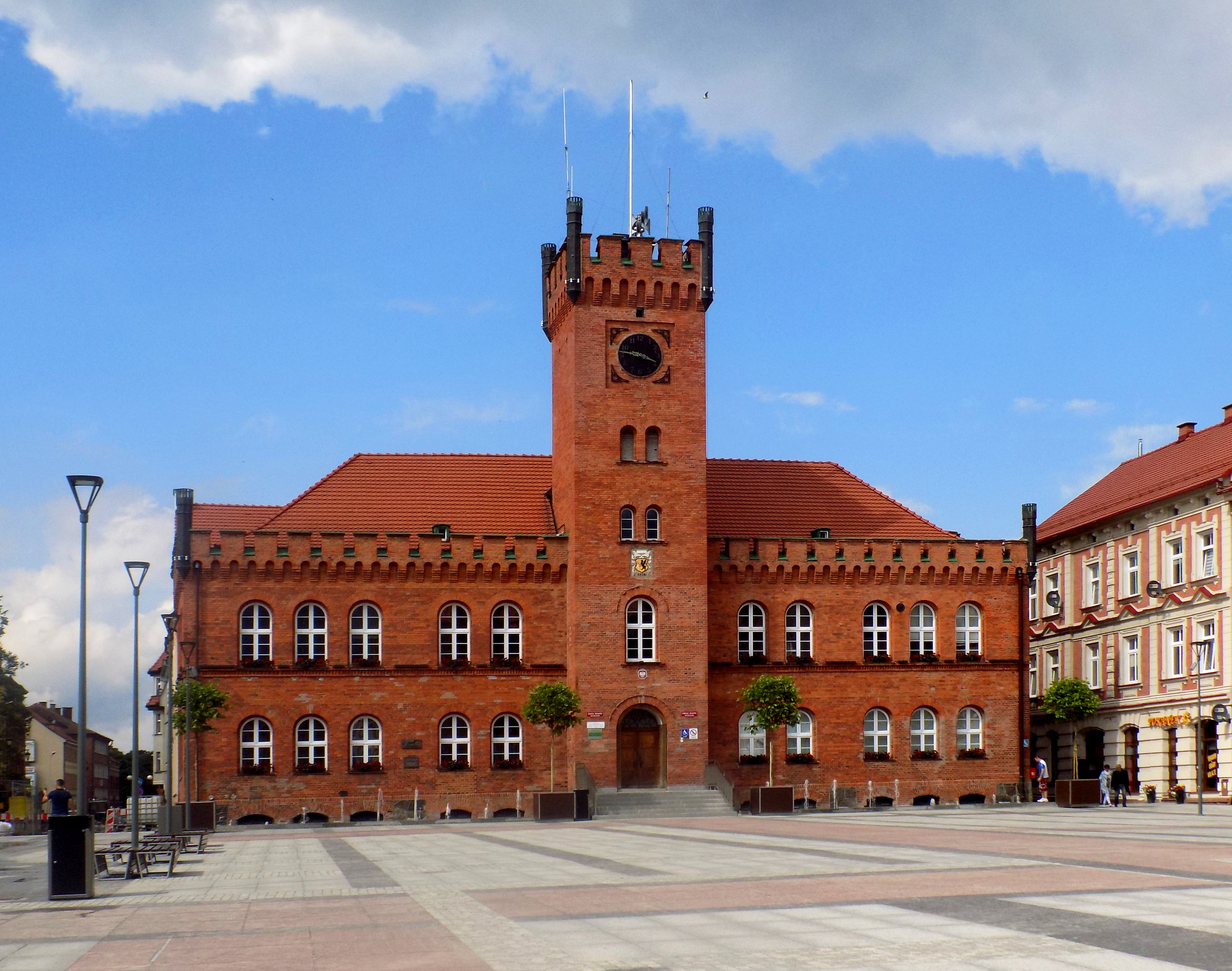
Ratusz z 1852

- 1852 – wybudowano nowy ratusz w Szczecinku.
- 1861 – pożar miasta.
- 1866–1868 – ponowne obniżenie wód jeziora Trzesiecko i Wielimie.
- 1878 – Szczecinek otrzymał pierwsze połączenie kolejowe do Węgorzewa.
- 1875–1903 – założenie parku nad jeziorem.
- 1894 – po jeziorze pływała pierwsza pasażerska łódź motorowa.

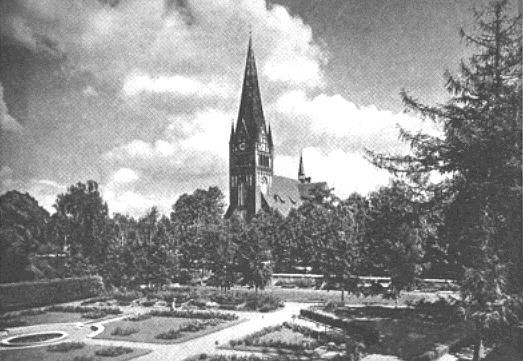
Kościół Mariacki ok. 1900 r.

- 1902 – budowa gmachu szkoły muzycznej (dawna landratura).
- 1905–1908 – budowa nowego kościoła św. Mikołaja (dzisiejszy NNMP).
- 1910 – uroczyste obchody 600-lecia miasta.
- 1914 – otwarcie Muzeum w Szczecinku.
- 1933 – rozpoczęcie budowy Wału Pomorskiego na zachodnich obrzeżach miasta.
- 1938 – bojówki nazistowskie spaliły synagogę w Szczecinku.
- 1939 – agresja Niemiec na Polskę, w Szczecinku stacjonował sztab niemieckiego XIX Korpusu Armijnego gen. H. Guderiana.
- 1942–1944 – na terenie miasta działały konspiracyjne jednostki batalionu Odra.
- 1945, 27 lutego – zdobycie miasta przez Armię Czerwoną.
  - 21 marca – na pierwszym zebraniu napływających do miasta Polaków wybrano Antoniego Murakowskiego na pełnomocnika obwodowego rządu.
  - 11 kwietnia – pierwsza msza św. w kościele Ducha Świętego.
  - maj – powstanie Państwowego Urzędu Repatriacyjnego.
  - lipiec – powstanie powiatu szczecineckiego.
  - 7 lipca – przejęcie administracji terenowej od władz sowieckich.
  - 9 września – przejęcie kościoła mariackiego przez władze kościelne.
  - 21 sierpnia – pierwsze przedszkole otwarte przez ss. Niepokalanki.
- 1945 – powstało liceum ogólnokształcące oraz liceum ekonomiczne.
- 1946, 3 maja – manifestacja zorganizowana przez PSL w obronie swobód demokratycznych.
- 1946 – powstało Technikum Rolnicze.
- 1947, 30 października – powstało województwo koszalińskie w skład którego wchodzi także powiat szczecinecki.
- 1948 – ukazała się pierwsza w języku polskim broszura o historii miasta, napisana przez s. Marię Szembek.
- 1950, 28 czerwca – wizyta duszpasterska prymasa Augusta Hlonda.
- 1956 – pojawiły się w mieście pierwsze autobusy.
- 1957 – odsłonięcie na Placu Zwycięstwa głazu ku czci zdobywców Wału Pomorskiego (opasany został łańcuchem z hitlerowskiego pancernika „Gneisenau”)[2].
- 1958, 28 lutego – reaktywowano muzeum w Szczecinku.
- 1958 – powstały pierwsze większe zakłady przemysłowe A–22 (dzisiejsza Elda).
- 1958 – otwarto pierwszą, wybudowaną po wojnie szkołę podstawową nr 4.
- 1960 – uroczyste obchody 650-lecia miasta.
- 1961 – uruchomiono Zakłady Płyt Wiórowych (dzisiejszy Polspan i Kronospan).
- 1961 – powstanie Państwowej Szkoły Muzycznej.
- 1983, 3 lipca – erygowanie parafii pw. św. Rozalii.
- 1985, 25 maja – Telewizyjny Turniej Miast (Szczecinek – Oława).
- 1989, 1 września – ukazał się 1. numer czasopisma KIK-u Temat.

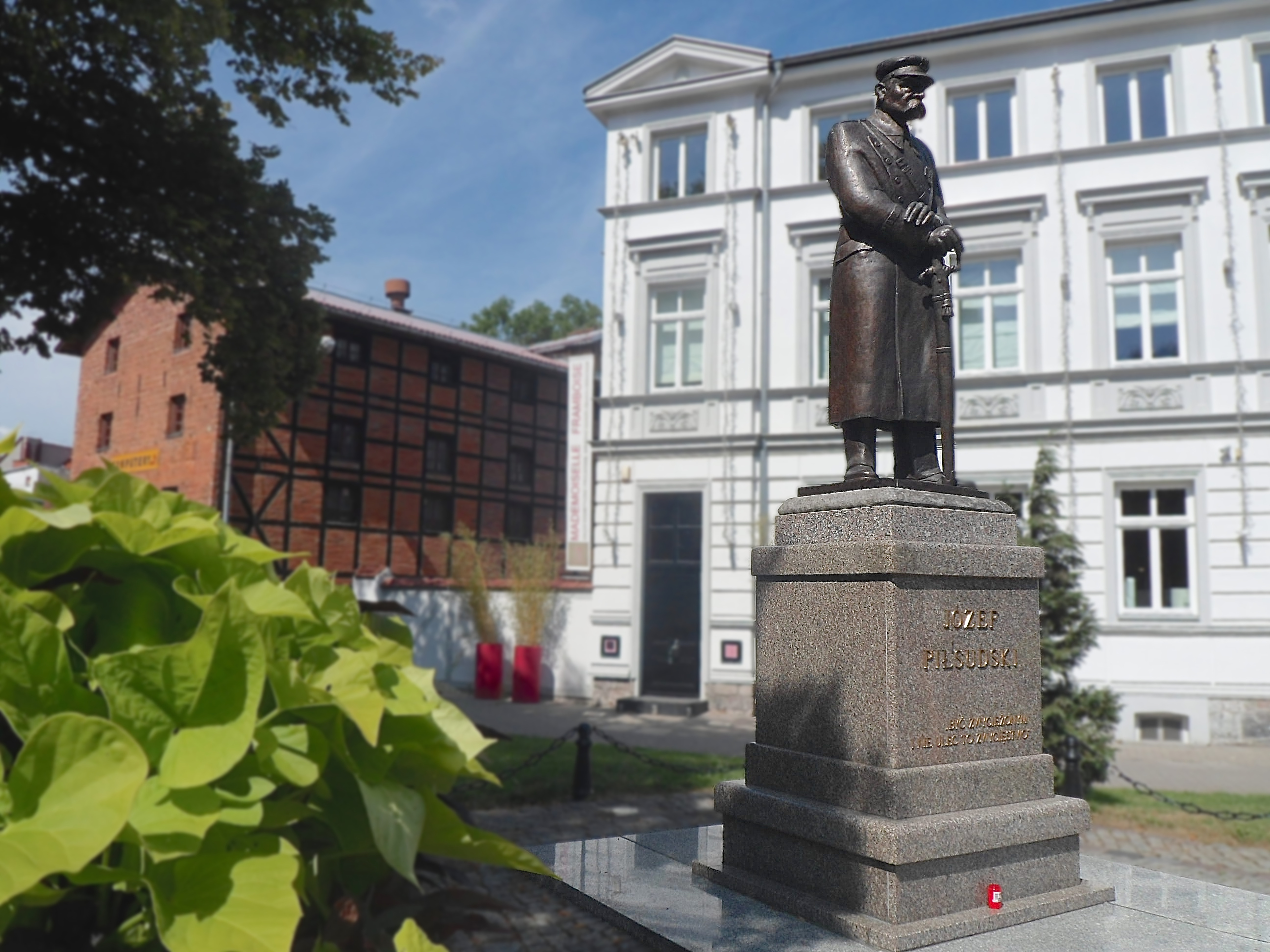
Pomnik Józefa Piłsudskiego, autorstwa szczecinecczanina Wiesława Adamskiego

- 1990, 27 maja – pierwsze wolne wybory do samorządu.
- 1991 – Szczecinek opuściły wojska Armii Czerwonej.
- 1993, 1 kwietnia – powstała pierwsze lokalne prywatne radio ReJa.
- 2010 – obchody 700-lecia miasta